# LCT-3
Le LCT-3 est un ancien landing craft tank construit au Royaume-Uni en 1943 durant la Seconde Guerre mondiale. Après-guerre, il fut acquis par les marchands italiens Sandalia e Cagliarila puis par la marina militare en 1950 qui l'a transformé en atelier côtier mobile sous l'immatriculation Moto Officina Costiera 1203.
Il a été transféré à l'Albanie en 2000 comme navire-atelier .